# Wright City, Missouri
Wright City är en ort i Warren County i Missouri. Vid 2020 års folkräkning hade Wright City 4 881 invånare.